# Sam Sanna
Sam Sanna, né le 8 mars 1999 à Lourdes (Hautes-Pyrénées), est un footballeur français. Il joue actuellement au poste de milieu relayeur ou latéral droit au Stade lavallois.

## Biographie

### Formation et débuts (2005-2020)

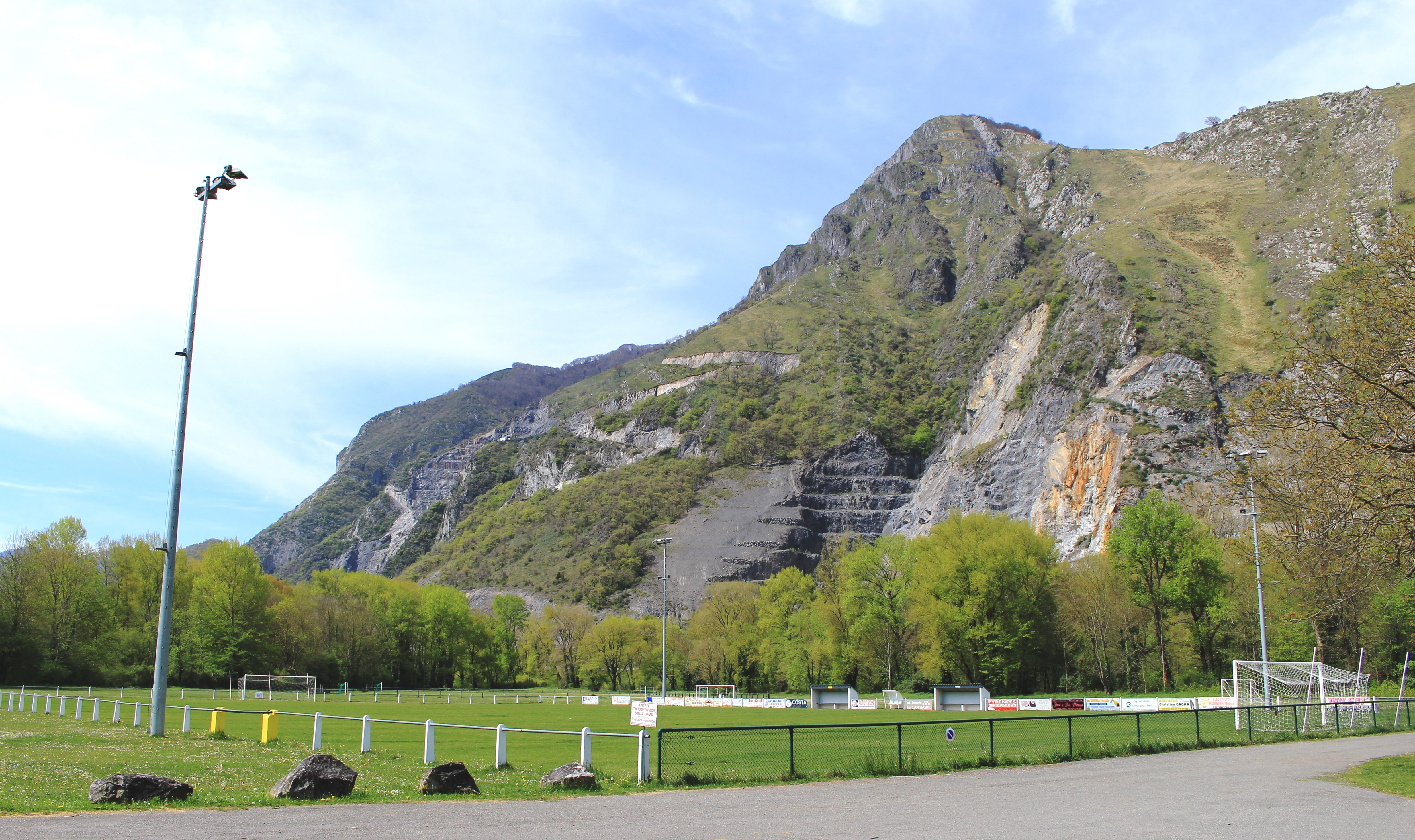
Sam Sanna commence le football à Ger dans les Hautes-Pyrénées.

Après s'être brièvement essayé au rugby, Sam Sanna se tourne vers le ballon rond dès l'âge de six ans. Il s'inscrit dans le petit club des Boutons d’Or de Ger (Hautes-Pyrénées), où il est rapidement surclassé. Il intègre en 2012 le pôle espoirs de Castelmaurou, en compagnie d'Alban Lafont, pour deux ans de préformation. Il joue parallèlement au Tarbes PF en U14 et U15.
Du 29 mai au 1er juin 2014, il participe à la détection nationale U15, nouveau format de la « Coupe Nationale U15 », à Clairefontaine,.
Arrivé au centre de formation du Toulouse FC en 2014, il gravit les échelons de la formation violette, gagnant la confiance de ses entraîneurs successifs (Anthony Bancarel, Jean-Christophe Debu et Denis Zanko). Sous contrat stagiaire, il s'attache également à poursuivre des études supérieures, entamant un DUT en gestion des entreprises et des administrations après avoir obtenu un baccalauréat ES mention bien. Quart de finaliste de la Coupe Gambardella en 2018 et capitaine de l'équipe réserve, il fait quelques apparitions dans le groupe professionnel en 2019 et signe son premier contrat professionnel sur le tard, en juin 2020.

### Carrière professionnelle (depuis 2020)

#### Toulouse FC
La descente du TFC représente une opportunité pour le Bigourdan, qui fait ses débuts professionnels le 29 août 2020, lors d'une défaite (5-3) en Ligue 2 contre le Grenoble Foot 38. À l'issue d'une saison où il a disputé 26 matches avec l'équipe première, il prolonge de deux ans son contrat. Pour sa deuxième saison professionnelle, il participe en tant que remplaçant à la remontée du Téfécé en Ligue 1 et décroche le titre de champion de France de Ligue 2.

#### Stade lavallois
En juin 2022, il est prêté pour une saison au Stade lavallois où il est initialement en concurrence avec Anthony Gonçalves et Kévin Perrot dans un rôle de piston droit. Pour sa première titularisation il est aligné comme milieu relayeur, face à Guingamp. Il s'y montre particulièrement à son avantage et est désigné homme du match par Ouest-France. Absent de mi-août à début octobre en raison d'une entorse du genou, il inscrit son premier but au niveau professionnel le 15 octobre 2022 face au SM Caen, sur une passe de Julien Maggiotti, dans un match où il rayonne de nouveau au milieu de terrain. Il se blesse aux adducteurs en février et subit une intervention chirurgicale qui le rend indisponible jusqu'à la fin de la saison.
Le 1er juillet 2023, date d'ouverture du marché des transferts estival, Sanna s'engage définitivement au Stade lavallois, promu en Ligue 2, en paraphant un contrat de trois ans,. Il est toujours un des hommes de base du système d'Olivier Frapolli. Il dispute 37 rencontres de championnat et son équipe réalise une très bonne saison en terminant 7e après avoir passé la majorité de la saison sur le podium,.

## Style de jeu
Décrit comme sérieux et discret, Sam Sanna est joueur polyvalent. Milieu de terrain de formation, il est occasionnellement le numéro 10 du Toulouse FC en U17, où il se fait remarquer par sa vision du jeu et ses qualités techniques au-dessus de la moyenne. Il est capable d’évoluer devant la défense, en sentinelle, mais aussi un cran plus haut comme relayeur, son poste de prédilection. Il est replacé au poste d'arrière droit par Patrice Garande lors de sa première saison professionnelle.

## Statistiques
| Saison                | Club                   | Championnat           | Championnat | Championnat | Championnat | Coupe(s) nationale(s) | Coupe(s) nationale(s) | Coupe(s) nationale(s) | Autres compétitions | Autres compétitions | Autres compétitions | Autres compétitions | Total | Total | Total |
| Saison                | Club                   | Division              | M.          | B.          | P.d.        | M.                    | B.                    | P.d.                  | Comp.               | M.                  | B.                  | P.d.                | M.    | B.    | P.d.  |
| 2020-2021             | Toulouse FC rés.       | National 3            | 17          | 1           | 0           | -                     | -                     | -                     | -                   | -                   | -                   | -                   | 17    | 1     | 0     |
| 2019-2020             | Toulouse FC rés.       | National 3            | 15          | 2           | 0           | -                     | -                     | -                     | -                   | -                   | -                   | -                   | 15    | 2     | 0     |
| 2021-2022             | Toulouse FC rés.       | National 3            | 5           | 0           | 0           | -                     | -                     | -                     | -                   | -                   | -                   | -                   | 5     | 0     | 0     |
| Sous-total            | Sous-total             | Sous-total            | 37          | 3           | 0           | -                     | -                     | -                     | -                   | -                   | -                   | -                   | 37    | 3     | 0     |
| 2020-2021             | Toulouse FC            | Ligue 2               | 20          | 0           | 2           | 4                     | 0                     | 0                     | BR                  | 2                   | 0                   | 0                   | 26    | 0     | 2     |
| 2021-2022             | Toulouse FC            | Ligue 2               | 14          | 0           | 0           | 4                     | 0                     | 0                     | -                   | -                   | -                   | -                   | 18    | 0     | 0     |
| Sous-total            | Sous-total             | Sous-total            | 34          | 0           | 2           | 8                     | 0                     | 0                     | -                   | 2                   | 0                   | 0                   | 44    | 0     | 2     |
| 2022-2023             | Stade lavallois (prêt) | Ligue 2               | 21          | 1           | 0           | 1                     | 0                     | 0                     | -                   | -                   | -                   | -                   | 22    | 1     | 0     |
| 2023-2024             | Stade lavallois        | Ligue 2               | 37          | 1           | 2           | 4                     | 1                     | 0                     | -                   | -                   | -                   | -                   | 41    | 2     | 2     |
| Sous-total            | Sous-total             | Sous-total            | 58          | 2           | 2           | 5                     | 1                     | 0                     | -                   | -                   | -                   | -                   | 63    | 3     | 2     |
| Total sur la carrière | Total sur la carrière  | Total sur la carrière | 129         | 5           | 4           | 13                    | 1                     | 0                     | -                   | 2                   | 0                   | 0                   | 144   | 6     | 4     |

## Palmarès
| Toulouse FC (1) :               |
| ------------------------------- |
| - Ligue 2 (1) - Champion : 2022 |